# Lego : Les Aventures de Clutch Powers
Pour plus de détails, voir Fiche technique et Distribution.
Lego : Les Aventures de Clutch Powers (Lego: The Adventures of Clutch Powers) est un vidéofilm américano-britannique réalisé par Howard E. Baker, sorti en 2010.

## Distribution

### Voix originales
- Ryan McPartlin : Clutch Powers
- Yvonne Strahovski : Peg Mooring
- Roger Rose : Brick Masterson
- Jeff Bennett : Bernie von Beam et Artie Fol
- Paul Michael Glaser : Kjeld Playwell
- Gregg Berger : Watch Commander
- Alex Désert : Skelly
- Chris Hardwick : Bones
- John Di Crosta : Lofar the Dwarf
- Scott Weil : Villagers and Knights
- Matt Kasanoff : Cub Scout
- Christopher Emerson : Prince Varen
- Richard Doyle : Hogar the troll
- Patrick Wilson, Tara Strong et Yuri Lowenthal : voix additionnelles

### Voix françaises
- Stéphane Bazin : Clutch Powers
- Virginie Ledieu : Peg Mooring
- Marc Alfos : Brick Masterson
- Antoine Schoumsky : Bernie von Beam
- Jean-Pierre Gernez : Kjeld Playwell
- Vincent de Bouard : Skelly
- Michaël Aragones : Watch Commander
- Jean-Loup Horwitz : Artie Fol
- Édouard Rouland : le prince Varen
- Pierre-François Pistorio : Mallock
- Michel Vigné : Hogar, le troll
- Olivier Chauvel : Bong
- Jean-Marc Charrier : Logar

- Studios d'enregistrement : Dubbing Brothers
  - Adaptation française : Emmanuelle Ogouz
  - Directrice artisitique : Vanina Pradier
  - Enregistrement : Nicolas Pointret
  - Mixage : Fred Taïeb
  - Chargée de Production : Alexandra Tomassian

 Source et légende : version française (VF) sur RS Doublage et selon le carton du doublage français sur le DVD zone 2.